# 천이한 (타이완의 배우)
천이한(중국어: 陳意涵, 병음: Chén Yìhán, 한자음: 진의함, 영어: Ivy Chen 아이비 첸[*], 1982년 11월 12일 ~ )은 중화민국의 배우이다.

## 출연 작품
- 청설
- 비자영웅
- 연애의 발동: 상해여자, 부산남자
- 모어 댄 블루